# Rostysław Wołoszyn
Rostysław Wołoszyn, ukr. Ростислав Волошин, pseud. Pawlenko, Bereziuk (ur. 3 listopada 1911 we wsi Ozeriany koło Dubna, zm. 22 sierpnia 1944 opodal wsi Haji Niżni koło Drohobycza) – pułkownik UPA, zastępca Komendanta Głównego, dowódca zaplecza UPA, dowódca grupy UPA-Zachód.

## Życiorys
Ukończył studia na Uniwersytecie Lwowskim. W czasie studiów był przewodniczącym Związku Ukraińskich Organizacji Studenckich i redaktorem „Studenckiego Wisnyka”.
Członek OUN od 1929. W latach 1934–1937 był referentem propagandowym Krajowej Egzekutywy OUN na Polesiu i Wołyniu. W 1937 za antypolską działalność został skazany na 10 lat więzienia, przebywał w Berezie Kartuskiej, wydostał się z niej podczas kampanii wrześniowej.
Aresztowany przez Gestapo w 1941, w 1942 wysłany do więzienia na terenie III Rzeszy, uciekł z transportu i powrócił na Ukrainę. Został członkiem Głównego Dowództwa UPA. W jesieni 1943 był organizatorem I Konferencji Zniewolonych Narodów Europy Wschodniej i Azji (patrz: Antybolszewicki Blok Narodów).
Przewodniczący Wielkiego Zjazdu UHWR, który odbył się od 11 do 16 lipca 1944 w Karpatach.
Zginął w walce z wojskami NKWD.